# Panzerkrieg
Panzerkrieg, é um jogo de tabuleiro, de guerra de nível operacional, de pouca-média complexidade, produzido em 1978 pela Operations Study Group (OSG) e reeditado pela Avalon Hill em 1983. O jogo utiliza um mapa representando a região da parte sul da Rússia européia, indo de sua fronteira ocidental com a Roménia e a Polónia a oeste, até as montanhas do Cáucaso, a leste. O nível das unidades alemães são, em geral, divisões e as unidades russas, corpos. As unidades alemães podem se fundir formando corpos e as unidades russas podem se fundir formando exércitos. Cada turno representa aproximadamente uma semana de tempo real.